# Cenega Czech
Cenega Czech s.r.o. je česká distribuční firma počítačových her, založená roku 1996. Původně se jmenovala Multimedia Entertainment Centre s.r.o a v roce 1999 byla společnost přejmenována na Bohemia Interactive, s.r.o. 13. února 2002 došlo ke změně k současnému názvu, kdy společnost odkoupila nizozemská firma Cenega N.V., jež je díky akvizici od roku 2005 součástí vydavatelské firmy 1C Company. Zajímavostí je, že za tříleté éry, kdy byla tato firma známá jako Bohemia Interactive, vznikla za přispění tehdejšího spolumajitele, Ing. Slavomíra Pavlíčka, sesterská firma Bohemia Interactive Studio, která se zabývá vývojem her.